# 스텝 업: 하이 워터
《스텝 업: 하이 워터》(영어: Step Up: High Water)는 미국의 웹 드라마로, 2018년 1월 31일 유튜브 레드 (현 유튜브 프리미엄)에서 처음 공개되었다. 영화 《스텝 업》을 원작으로 한다.